# Turbinski letalski motor

## Delovanje
Za sestavne dele glej plinska turbina
Princip delovanja pri vseh vrstah turbinskih je sorazmerno preprosti Braytonov krožni cikel
Glavne komponente turbinskega motorja
1. Kompresor
2. Zgorevalna komora
3. Turbina
4. Izpušni del

Idealni Braytonov cikel:
- izentropični proces  - Zrak se sesa v kompresor kjer se stisne
- izobarični proces - V zgorevalni komori se doda gorivo, zgorevanje poteka izobarično
- izentropic proces - Vroč zrak pod velikim pritiskom odda energijo turbini, del energije se porabi za pogon kompresorja
- izobarični  proces - Odvod toplote v okolico

Dejanski Braytonov cikel:
- adiabatični proces - Kompresija
- izobarični proces - Dodajanje toplote
- adiabatični proces - Ekspanzija
- izobarični proces - Odvod toplote

Turbinski motorji lahko delujejo na več vrst goriv, vendar se daleč najbolj uporablja kerozin, ki je na voljo pri skoraj vsakem večjem letališču. Tako reaktivna, turbopropelerska letala in turbo-osni helikopterji po vsem svetu, uporabljajo isto gorivo - kerozin. Tudi batni diesel motorji v manjših letalih lahko delujejo na kerozin. Kerozin je tudi cenejši od drugih vrst goriva.
Izjema so le majhna športna letala, stara letala in helikopterji na batni pogon, ki uporabljajo letalski bencin - največkrat 100LL (Low Lead). Na manjših športnih letališčih kerozin ni vedno navoljo.

## Vrste turbinskih letalskih motorjev

### Turboreaktivni
Turboreaktivni (ang. Turbojet)je vrsta turbinskega motorja, ki se je sprva razvila v drugi svetovni vojni za vojaške lovce. Zanimivo, da sta jih istočasno in neodvisno eden od drugega razvila v Nemčiji Hans von Ohain in Frank Whittle v Veliki Britaniji. Razlika je bila v vrsti uporabljenega kompresorja in sicer aksialni v nemškem in centrifugalni v britanskem. Bili so za 150 km/h hitrejši od najhitrejših batnih lovcev. Vendar so imeli zelo veliko porabo goriva in s tem kratek doseg. Ideja za zasnovo naj bi prišla iz turbopolnilnika, ki je povečeval sposobnosti batnih motorjev na višini, kjer je redek zrak. 
Turboreaktivni motor je sicer najpreprostejša izvedba od vseh turbinskih motorjev. Vendar je pa treba pri izdelavi uporabiti tehnično bolj napredne materiale, kot za npr. batni motor, predvsem zaradi visokih temperatur. Motorje te vrste so zaradi visokih izhodnih hitrosti vročega motorja zelo glasni.
Iz turboreaktivnega motorja se je razvil bolj ekonomični in tišji turboventilatroski motor. Turboreaktivne motorje najdemo samo še v starih letalij

### Turboventilatorski
Turboventilatorski (ang. Turbofan) je v bistvu enak turboreaktivnemu motorju, razlika je le velik ventilator, ki deluje precej podobno kot propeler. Pri klasičnem turboreaktivnem motorju, ki ima manjši premer imamo, tako samo "vroči del" pri turboventilatorskem pa še hladni del. (glej sliko). Obtočno razmerje nam pove koliko zraka potuje skozi vroči del (kompresor in turbino, enako kot pri turboreaktivnemu) in koliko zraka obide vroči del. To razmerje je lahko 2-10. Taka izvedba motorja je precej bolj ekonomična in tišja. Vsa moderna reaktivna letala, poslovna in vojaška letala uporabljajo ta način pogona.

### Turbopropelerski
Turbopropelerski motor (ang. Turboprop)je tip letalskega motorja, ki žene propeler preko reduktorja. Reduktor spremeni visoke obrate na izhodu iz turbine v nizke za pogon propelerja. Propeler se po navadi vrtih pri konstatnih obratih, kot pri batnih letalskih motorjih, pri večjih močeh se poveča naklon lopatic.
Turbopropi so po navadi uporabljeni za manjša počasnejša in energetsko bolj učinkovita letala, kot so npr. regionalna potniška letala. Obstajajo pa tudi izjeme npr. težki transporter Antonov An-22, hitri strateški bombnik Tupoljev Tu-95 in potniški Tupoljev Tu-114. Vsi slednji uporabljajo motor Kuznecov NK-12s kontrarotirajočimi propelerji, katerih koncu lopatic se vrtijo z nadzvočno hitrostjo. Po navadi se konice propelerjev in rotorjev pri helikopterjih gibajo s podzvočnimi hitrostmi.
Turbopropi so bolj učinkoviti od turboreaktivnih pri hitrostih do 725km/h (450mph, 390 vozlov). Porabijo približno 2/3 kerozina v primerjavi z reaktivnim letalom. Po navadi letijo na manjših višinah kot reaktvina letala
V nabolj preprosti izvedbi imamo sestavne dele vstopnik, kompresor, zgorevalno komoro, turbino in izpušni del.  Zrak se sesa v kompresor, se stisne v kompresorju, v zgorevalni komori se doda gorivo in
mešanica zgori ter ekspandira v turbini, ki je po navadi večstopenjska. Turbina je za razliko od turboreaktivnih motorjih, prirejena delovanju za pogon propelerja, le približno 10% potiska ustvarijo izpušni plini, ki imajo še nekaj energije. 
Cena nabave turbopropa in tudi drugih turbinskih motorjev je precej večja od batnih motorjev iste moči.

### Turbogredni
Turboosni tudi turbogredni (ang. Turboshaft) so turbinski motorji precej podobni turboprolerskim motorjem. Uporabljajo za helikopterje ali pa za t. i. APU (Auxilliary Power Unit) majhne turbinske generatorje za start glavnih motorjev, generacijo el. toka. Poleg tega jih najdemo tudi v hitrh čolnh, tankih in Hovercraftih.